# Ministero della sanità, del consumo e del benessere sociale
Il Ministero della sanità, del consumo e del benessere sociale (MSCBS) è il dipartimento ministeriale responsabile della sanità pubblica, del consumo, della famiglia e della coesione sociale in Spagna.
È stato creato nel 2018 dal presidente del governo spagnolo, Pedro Sánchez, con il Regio decreto 355/2018, del 6 giugno, come parte della ristrutturazione dei dipartimenti ministeriali.
L'attuale ministro dal 12 settembre 2018 è la socialista María Luisa Carcedo.
La sede centrale del Ministero è il Paseo del Prado, proprio di fronte al Museo del Prado a Madrid.

## Storia
Il primo ministero responsabile delle questioni della sanità pubblica è stato creato nel 1977, dopo la fine del franchismo, sotto il nome di Ministero della sanità e della sicurezza sociale (Ministerio de Sanidad y Seguridad Social). Riunito quattro anni dopo nel Ministero del Lavoro diventa Ministero del lavoro, della salute e della sicurezza sociale (Ministerio de Trabajo, Sanidad y Seguridad Social), riacquistò la sua autonomia nel dicembre 1981, ma perse la competenza in materia di sicurezza sociale diventando Ministero della Salute e del Consumo (Ministerio de Sanidad y Consumo).
Durante un importante rimpasto ministeriale nel 2009, ha ottenuto le competenze stabilite sulle politiche sociali e familiari, venendo ribattezzato Ministero della sanità e delle politiche sociali (Ministerio de Sanidad y Política Social). A seguito del rimpasto del 2010, assorbe il Ministero dell'uguaglianza e diventa Ministero della sanità, della politica sociale e dell'uguaglianza (Ministerio de Sanidad, Política Social e Igualdad). Con il ritorno al potere del Partito Popolare (PP), assume il titolo di Ministero della sanità, dei servizi sociali e dell'uguaglianza (Ministerio de Sanidad, Servizi sociali e Igualdad) senza che i suoi poteri vengano modificati.

## Funzioni
Il ministero è responsabile della proposta e dell'attuazione della politica del governo spagnolo in materia di:
- Salute.
- Pianificazione e assistenza sanitaria.
- Consumo.
- Esercizio dei poteri dell'Amministrazione statale generale per garantire ai cittadini il diritto alla protezione della salute.
- Coesione e inclusione sociale.
- Famiglia.
- Protezione del minore.
- Attenzione alle persone dipendenti o ai disabili.[3]
- Uguaglianza.

## Struttura
Questo ministero dispone, dei seguenti organismi superiori:
- La Segreteria di Stato dei servizi sociali
  - La Direzione generale dei servizi per famiglie e bambini
  - la Direzione generale delle Politiche sulla disabilità
  - la Delegazione del governo per il piano nazionale antidroga
- La Segreteria generale della salute e del consumo
  - La Direzione generale della sanità pubblica, della qualità e dell'innovazione
  - La Direzione generale del portafoglio di servizi di base del sistema sanitario e farmaceutico nazionale
  - La Direzione generale della pianificazione professionale
  - La Direzione generale del consumo
- La Sottosegreteria della salute, del consumo e del benessere sociale
  - La Segreteria tecnico generale del Ministero della salute

## Elenco dei ministri della salute
| Periodo                                         | Legislatura                               | Inizio                           | Fine                                          | Nome | Partito |
| ----------------------------------------------- | ----------------------------------------- | -------------------------------- | --------------------------------------------- | ---- | ------- |
| Regno di Juan Carlos I (1975-2014)              |                                           |                                  |                                               |      |         |
| Legislatura Costituente (1977 - 1979)           | 4 luglio 1977                             | 5 aprile 1979                    | Enrique Sánchez de León (1)                   | UCD  |         |
| I Legislatura (1979 - 1982)                     | 5 aprile 1979                             | 8 settembre 1980                 | Juan Rovira Tarazona (1)                      | UCD  |         |
| I Legislatura (1979 - 1982)                     | 8 settembre 1980                          | 26 febbraio 1981                 | Alberto Oliart Saussol (1)                    | UCD  |         |
| I Legislatura (1979 - 1982)                     | 26 febbraio 1981                          | 1 dicembre 1981                  | Jesús Sancho Rof (2)                          | UCD  |         |
| I Legislatura (1979 - 1982)                     | 1 dicembre 1981                           | 2 dicembre 1982                  | Manuel Núñez Pérez (3)                        | UCD  |         |
| II Legislatura (1982 - 1986)                    | 2 dicembre 1982                           | 25 luglio 1986                   | Ernest Lluch Martín (3)                       | PSOE |         |
| III Legislatura (1986-1989)                     | 25 luglio 1986                            | 7 dicembre 1989                  | Julián García Vargas (3)                      | PSOE |         |
| IV Legislatura (1989-1993)                      | 7 dicembre 1989                           | 12 marzo 1991                    | Julián García Vargas (3)                      | PSOE |         |
| IV Legislatura (1989-1993)                      | 13 marzo 1991                             | 14 gennaio 1992                  | Julián García Valverde (3)                    | PSOE |         |
| IV Legislatura (1989-1993)                      | 14 gennaio 1992                           | 13 luglio 1993                   | José Antonio Griñán Martínez (3)              | PSOE |         |
| V Legislatura (1993-1996)                       | 13 luglio 1993                            | 4 maggio 1996                    | Ángeles Amador Millán (3)                     | PSOE |         |
| VI Legislatura (1996-2000)                      | 5 luglio 1996                             | 27 aprile 2000                   | José Manuel Romay Beccaría (3)                | PP   |         |
| VII Legislatura (2000-2004)                     | 27 aprile 2000                            | 9 luglio 2002                    | Celia Villalobos Talero (3)                   | PP   |         |
| VII Legislatura (2000-2004)                     | 9 luglio 2002                             | 17 aprile 2004                   | Ana María Pastor Julián (3)                   | PP   |         |
| VIII Legislatura (2004-2008)                    | 18 aprile 2004                            | 6 luglio 2007                    | Elena Salgado Méndez (3)                      | PSOE |         |
| VIII Legislatura (2004-2008)                    | 6 luglio 2007                             | 7 aprile 2009                    | Bernat Soria Escoms (3)                       | PSOE |         |
| IX Legislatura (2008-2011)                      | 7 aprile 2009                             | 20 ottobre 2010                  | Trinidad Jiménez García-Herrera (4)           | PSOE |         |
| IX Legislatura (2008-2011)                      | 20 ottobre 2010                           | 22 dicembre 2011                 | Leire Pajín Iraola (5)                        | PSOE |         |
| X Legislatura (2011-2015) XI Legislatura (2016) | 22 dicembre 2011                          | 26 novembre 2014                 | Ana Mato Adrover (6)                          | PP   |         |
| X Legislatura (2011-2015) XI Legislatura (2016) | Regno di Filippo VI (inaugurato nel 2014) |                                  |                                               |      |         |
| X Legislatura (2011-2015) XI Legislatura (2016) | 26 novembre 2014                          | 3 dicembre 2014                  | Soraya Sáenz de Santamaría Antón (6, interim) | PP   |         |
| X Legislatura (2011-2015) XI Legislatura (2016) | 3 dicembre 2014                           | 4 novembre 2016                  | Alfonso Alonso Aranegui (6)                   | PP   |         |
| XII Legislatura (2016-)                         |                                           |                                  |                                               |      |         |
| 4 novembre 2016                                 | 1º giugno 2018                            | Dolors Montserrat Montserrat (6) | PP                                            |      |         |
| 7 giugno 2018                                   | 11 settembre 2018                         | Carmen Montón Giménez (7)        | PSOE                                          |      |         |
| 12 settembre 2018                               | in carica                                 | María Luisa Carcedo (7)          | PSOE                                          |      |         |

(1) Ministero della sanità e della previdenza sociale
(2) Ministero del lavoro, della sanità e della sicurezza sociale
(3) Ministero della sanità e dei consumatori
(4) Ministero della sanità e delle politiche sociali
(5) Ministero della sanità, della politica sociale e dell'uguaglianza
(6) Ministero della sanità, dei servizi sociali e dell'uguaglianza
(7) Ministero della sanità, dei consumatori e de benessere sociale